# Hyalophane
Le hyalophane est un  minéral appartenant au groupe des feldspaths de la famille des tectosilicates. Il est considéré comme un feldspath potassique riche en baryum. Sa formule chimique est (K,Ba)[Al(Si,Al)Si2O8] et il a une dureté de 6 à 6 1⁄2. Le nom hyalophane vient du grec ὕαλος / húalos, signifiant "verre", et de φανός / phanós signifiant "apparaître". Actuellement, il est considéré comme une variété de microcline ou d'orthose.
Une occurrence de hyalophane fut découverte en 1855 dans la carrière de Lengenbach, hameau d'Imfield, vallée de Binn, commune de Binn, dans le Canton du Valais en Suisse. Le minéral est trouvé principalement en Europe, avec des occurrences en Suisse, en Australie, en Bosnie, en Allemagne, au Japon, dans le New Jersey aux USA, et sur la côte ouest de l'Amérique du Nord. Le hyalophane peut être trouvé dans des gisements de manganèse dans des zones métamorphiques (en) compactes.
Le hyalophane a une structure cristallographique monoclinique, avec les paramètres de maille : a = 8,52 Å, b = 12,95 Å, c = 7,14 Å et β = 116°. Optiquement, le minéral présente une biréfringence biaxe, avec des valeurs d'indice de réfraction de nα = 1,542, nβ = 1,545 et nγ = 1,547, et une biréfringence maximale de δ = 0,005. Il présente une faible dispersion et un faible relief de surface.
Le hyalophane a parfois été utilisé comme gemme.